# ملعب وسط جدة
ملعب وسط جدة هو مشروع بناء ملعب جديد في مشروع وسط جدة، قُدّم المشروع في ملف ترشح السعودية لاستضافة كأس العالم 2034. بدأت أعمال البناء 2024، ومن المُتوقع أن تنتهي عام 2027.
يتواجد الملعب في حي الأندلس الساحلي بـمدينة جدة، ويُحاكي تصميمه الأنماط المعمارية المميزة لمنطقة جدة البلد التاريخية. وسيُنشأ الملعب في منطقة المنتزهات الرياضية ضمن مشروع وسط جدّّة، وتحيط به أربع مناطق مخصصة للمشجعين، والترفيه، والتجزئة، والتعليم/ الخدمات الطبية. ومن المقرر أن يُصبح هذا الملعب مقرًًا لاثنين من أندية كرة قدم المحترفين.